# Бивер Дам (Аризона)
Бивер Дам (енгл. Beaver Dam) насељено је место без административног статуса у америчкој савезној држави Аризона.

## Демографија
По попису из 2010. године број становника је 1.962.
| Група             | 2000.    | 2010.         |
| Белци             | 0 (0,0%) | 1.383 (70,5%) |
| Афроамериканци    | 0 (0,0%) | 7 (0,4%)      |
| Азијати           | 0 (0,0%) | 6 (0,3%)      |
| Хиспаноамериканци | 0 (0,0%) | 525 (26,8%)   |
| Укупно            | 0        | 1.962         |